# Stadthalle Olten
Stadthalle Olten – wielofunkcyjna hala widowiskowo-sportowa w Olten w Szwajcarii.
Hala ma wymiary 52×37 metrów przy wysokości 10 metrów, jej powierzchnia wynosi ponad 1900 m² i może być podzielona na trzy mniejsze obszary dzięki dwóm rozsuwanym ścianom. Na zawodach sportowych czy też koncertach jej pojemność wynosi tysiąc osób, w ustawieniu bankietowym może natomiast przyjąć ośmiuset gości. Służy do rozgrywania zawodów piłki ręcznej, futsalu, halowego hokeja na trawie, badmintona oraz fistballu.
Hala jest częścią większego kompleksu sportowego, w skład którego wchodzą także boiska do piłki nożnej i hokeja na trawie, bieżnia lekkoatletyczna, strzelnica, siłownia czy też bulodrom i parking na sześćset pojazdów.